# 채만식
채만식(蔡萬植, 1902년 7월 21일 (음력 6월 17일) ~ 1950년 6월 11일)은 일제강점기와 대한민국의 소설가, 극작가, 문학평론가, 수필가이다. 본관은 평강(平康)이며 호는 백릉(白菱), 채옹(采翁)이다.

## 전기적 생애

### 성장 과정
전라북도 옥구군 군내면 동상리(現 전라북도 군산시 임피면 동상리)의 부농 가정에서 출생하여 지난날 한때 전라북도 옥구군 옥구면 오곡리에서 잠시 유아기를 보낸 적이 있는 그는 1920년 중앙고등보통학교에 재학 중에 은선흥(殷善興)과 결혼한다. 그 후 일본 와세다 대학교 문과에 들어갔다가 간토 대지진으로 학업을 다 마치지 못하고 귀국했다. 한국인들을 일본인들이 학살하는 집단학살을 피해서였다. 1년 후에 장기결석으로 퇴학 처분되었다. 
강화도 사립학교에서 교원으로 일했으며, 1924년부터 1936년까지 《동아일보》, 《개벽》, 《조선일보》의 기자로 근무하면서 창작 활동을 시작했다.

### 등단
1924년 《조선문단》에 단편 〈새길로〉를 발표하여 등단하였다. 사회주의 문학공동체인 카프에는 참여하지 않았지만 입센의 희곡 《인형의 집》을 패러디한 희곡 《인형의 집을 나와서》(1933) 등에서 엿보이는 초기의 작품 경향은 카프의 경향파 문학과 심정적으로 유사한 점이 있어 동반자 작가로 분류된다. 1934년 발표한 단편 〈레디메이드 인생〉은 대학교까지 공부하였지만 학력에 맞는 직업을 찾지 못한 지식인 실직자의 모습을 풍자적으로 그리고 있는 대표작 중 하나이다. 지식인 실업자 피와 신문사 사장이 벌이는 입씨름에서 돋보이는, 〈레디메이드 인생〉의 반어적이고 풍자적인 회화 기법은 채만식의 작품에서 자주 관찰되는 특징으로, 채만식은 이 작품을 계기로 사회 고발적 동반자 문학에서 냉소적 풍자 문학으로 작풍을 전환했다. 미군정 시기에 미군정에 기생하는 한국 사람들과 친일파가 청산되지 못한 사회모습을 풍자한 《미스터 방》, 《맹 순사》에서도 채만식의 풍자정신은 이어진다. 하지만 《낙조》에서는 자본주의인 '남조선'과 사회주의인 '북조선'으로 갈라진 민족분단을 염려하는 등 다양한 성격을 보이는 작가이기도 하다.

### 다작
1936년부터는 동아일보와 조선일보 기자직을 버리고 본격적인 전업 작가의 길로 들어섰는데, 농촌의 현실을 그린 《보리방아》가 조선총독부의 검열로 인해 연재 중단되는 일을 겪었고, 1943년에는 《어머니》를 [조선총독부]의 검열 때문에 《여자의 일생》으로 고쳐서 발표해야 했다. 1930년대에는 엄청난 중편 《태평천하》(1938)와 장편 《탁류》(1938)를 발표했다. 역설적인 풍자 기법이 돋보이는 〈태평천하〉와 1930년대의 부조리한 사회상을 바라보는 냉소적 시선에 통속성이 가미된 《탁류》 이후, 《[매일신보]》에 연재한 《금의 정열》(1939)는 완전한 통속 소설이라는 평가를 받았다. 동화 《왕치와 소새와 개미와》, 희곡 《대낮의 주막집》,문학평론《사이비 농민소설》등 여러 갈래의 작품들을 발표했다. 채만식 작가는 제 뜻대로 살지 못하고, 사회의 억압을 받는 여성들의 인권에도 관심이 많아서, 자신의 뜻대로 사랑하지 못하고, 농민에게 팔려온 여성이 자사를 하는 《쑥국새》, 지식인 여성인 임노라가 변호사인 남편의 인형이 아닌, 임노라로 살기 위해 집을 나와 임금노동자로 살아감으로써 노동의 가치를 깨달아가며, 자신을 지배하려는 남편과 끝까지 투쟁할 것을 다짐하는 여성해방서사인 《인형의 집을 찾아서》(입센 작가가 쓴 《인형의 집》의 결말을 창작함.)와 같은 여성해방운동을 주장하는 여러 글을 쓰기도 했다.

### 친일문학
일제강점기 말기에 발표한 《아름다운 새벽》(1942), 《여인전기》(1945)는 일제에 부역한 친일 소설이다. 광복 후 자전적 성격의 단편 〈민족의 죄인〉(1947)을 통해 자신의 친일 행위를 고백하고 변명했으며 이 때문에 자신의 친일 행적을 최초로 인정한 작가로 불린다. 2002년 발표된 친일 문학인 42인 명단과 민족문제연구소가 2008년 발표한 친일인명사전 수록예정자 명단 문학 부문에 선정되었다. 2002년까지 밝혀진 친일 작품은 소설 2편을 포함하여 총 13편 이었으나 이후 《아름다운 새벽》이 추가 발굴된 바 있다. 관념적이거나 구호적인 친일이 아닌, 등장인물의 의식과 생활에 밀접히 연관되는 내재적 친일성으로 인해 채만식 문학에서는 친일의 내면화 정도가 높다는 평가도 있다. 1943년 조선문인보국회에 평의원으로 가담하여, 민족문제연구소의 명단 중 친일단체 부문에도 포함되었다. 친일반민족행위진상규명위원회가 발표한 친일반민족행위 705인 명단에도 포함되었다.

### 세상을 떠남
1950년 한국 전쟁 발발 직전 49세의 나이에 폐결핵으로 세상을 떠났다.

## 문학사 연구자들의 채만식 문학 연구
채만식 작가는 김수영 시인등과 더불어 문학연구자들의 사랑을 받고 있다. 문학과지성사에서 펴낸 한국문학전집 《레디메이드 인생 외》에 의하면 1970년대 이후 채만식 문학을 공부하는 학자들의 학위논문만 240여편, 학술논문을 더하면 500여편에 달하는 서지목록(논문을 쓸 때에, 참고문헌으로 사용할 책과 논문 목록을 뜻함. 문학과지성사에서 펴낸 레디메이드인생 외 381쪽부터 386쪽에도 채만식 문학 연구로써 밝혀진 사실들과 서지목록이 나와 있다.  드라마 올인에서 마피아 수괴(범죄단체의 우두머리를 한자로 수괴(首魁)라고 한다.)인 팔코네의 딸이 대학원에서 동아시아 문화유산을 공부할 때에,논문을 쓰기 위해 읽어야 할 참고문헌이 많아서 혼자 서지목록을 쓰지 못하니까, 한국에서 온 유학생인 수연의 도움을 받아 서지목록을 작성하는 장면을 생각하면 이해하기 쉬울 것이다.)에 달한다. 이러한 문학 연구자들의 관심덕분에,  1980년대 창작과 비평사에서 《채만식 전집》을 펴내어 채만식의 작품이 무엇인지를 확정하였으며, 연세대학교 김영민 교수, 계명대학교 손정수 교수등이 《염마》 탐정소설을 발굴함으로써 채만식 작가의 작품이 다양함을 실제로 증명함을 하였다. 
이들의 연구 덕분에 채만식 작가의 문학이《태평천하》(창비) , 《레디메이드 인생》, 《치숙》(민음사 세게문학전집 한국단편문학집1, 문학과지성사 한국문학전집 《레디메이드 인생 외》에 수록함.), 같은, 식민지와 해방 이후 신식민주의로 이어지는 암울한 현실을 웃음으로써 넘어서고자 하는 풍자문학만이 아니라, 판소리의 아니리와 구어체의 풍자체(《태평천하》의 서술자가 구어체를 쓰고 있음.), 여성들의 비극적인 삶과 죽음을 씀, "조선적인 근대문학"등에 걸친 다양한 색채를 띤다는 사실이 밝혀졌다.

## 대표작

### 장편
- 「인형의 집을 나와서」(1933)
- 「탁류(濁流)」(1937)
- 「태평천하」(1938)
- 「금(金)의 정열」(1939)
- 「냉동어(冷凍魚)」1940
- 「민족의 죄인」(1948)

### 단편
- 「새길로」(1924)
- 「사라지는 그림자」(1931)
- 「레디메이드 인생」(1934)
- 「치숙(痴叔)」(1938)
- 「쑥국새」(1938)
- 「패배자의 무덤」(1939)
- 「맹순사」(1946)
- 「미스터 방(方)」(1946)
- 「처자」(1948)

## 같이 보기
- 대한민국 정부 발표 친일반민족행위자 명단 - 문화

## 참고 자료
- 권영민 (2004년 2월 25일). 《한국현대문학대사전》. 서울: 서울대학교출판부. 940~944쪽쪽. ISBN 8952104617.
- 위지혜 (2006년 3월 7일). ““채만식『아름다운 새벽』은 친일소설”- 김재용 교수 1942년 <매일신문> 연재에서 확인, 해방후 단행본에서 삭제”. 대자보. 2008년 5월 4일에 확인함.